# Академия за изящни изкуства в Прага
Академията за изящни изкуства в Прага (на чешки: Akademie výtvarných umění v Praze (AVU)) е висше училище по изкуствата в Прага, Чехия. Основано е през 1799 г. и е най-старият колеж по изкуства в страната. Училището предлага магистърски и докторски програми.

## История
От началото на XVIII век в Прага се сформират редица организации със стремеж да популяризират изкуството и образованието. Благодарение отчасти на техните усилия, Академията за изящни изкуства е основана с императорски указ на Франц II от 10 септември 1799 г., а преподаването започва от следващата 1800 г. Първият директор е немският гравьор Йозеф Берглер (1753 – 1829), а от 1836 г. вече е чех, професор Франтишек Ткадлик. През 1896 г. академията е реформирана и национализирана и с указ от 1922 г. е призната за първия държавен колеж по изкуствата. В създаването му участва и Обществото на патриотичните приятели на изкуството, което иска да се осигури качествено художествено образование на чешките студенти от Бохемия, Моравия и Австрийска Силезия, които дотогава трябва да пътуват до Виена или Мюнхен. Започнали с рисуване, програмите постепенно се обогатяват с архитектура, живопис, графика, скулптура и др.
През 1990 г. са предприети драстични реформи от ректора Милан Книжак, за да се реорганизира концепцията и вътрешната структура на училището. От 1991 г. са добавени нови учебни програми, свързани с медиите, включително филми и компютърна анимация.
Днес академията е акредитиран университет, предлагащ образование в съвременното и историческото изкуство. Няма настаняване за студенти или заведения за хранене в кампуса. Международните програми се предлагат на чешки език, като ограничен брой класове се предлагат на английски език.

### Катедри
Текущите отдели включват: 
- Живопис
- Рисуване и печат
- Скулптура
- Интермедийни изследвания
- Нови медии
- Възстановяване на произведения на изкуството
- Архитектура